# GFAJ-1
GFAJ-1 là một loại vi khuẩn hình que chịu điều kiện cực đoan trong họ Halomonadaceae. Trong bài báo công bố năm 2010 trên tạp chí Science, các tác giả cho rằng khi thiếu hụt phosphor thì vi khuẩn này có khả năng thay thế một tỷ lệ nhỏ phosphor bằng asen nhằm duy trì sự phát triển của nó.
Sự phát hiện ra loài này đã tăng khả năng thuyết phục cho ý tưởng từ lâu rằng sự sống trên các hành tinh khác có thể có thành phần hóa chất khác nhau so với sự sống trên Trái Đất.

## Phát hiện
Vi sinh vật GFAJ-1 được phát hiện và nuôi cấy bởi nhà địa vi sinh vật học Felisa Wolfe-Simon, nghiên cứu sinh địa vi sinh của NASA làm việc ở văn phòng Cục Khảo sát Địa chất Hoa Kỳ tại Menlo Park, California, Hoa Kỳ. Các sinh vật được phân lập và nuôi cấy bắt đầu từ năm 2009 từ các trầm tích mà cô và các đồng nghiệp thu thập dọc theo bờ hồ Mono, đông California. Hồ Mono là siêu mặn và có tính kiềm cao. Nó cũng là một trong những nơi có nồng độ asen cao nhất trong tự nhiên của thế giới (200 μM). Việc phát hiện đã được công bố rộng rãi vào ngày 2 tháng 12 năm 2010.
Ngay sau khi công bố, các nhà vi sinh vật học và hóa sinh học khác đã bày tỏ nghi vấn về tuyên bố gây tranh cãi này. Các nghiên cứu độc lập sau đó công bố năm 2012 đã không tìm thấy asenat ở mức có thể phát hiện trong DNA của GFAJ-1 và bác bỏ tuyên bố này, chứng minh rằng GFAJ-1 chỉ đơn giản là sinh vật phụ thuộc vào phosphat nhưng có sức kháng chịu asenat.

## Phân loại và phát sinh chủng loài
|  | Halomonas alkaliphila          |
|  |                                |
|  | Halomonas venusta chủng NBSL13 |
|  |                                |
|  | GFAJ-1                         |
|  |                                |
|  | Halomonas sp. GTW              |
|  |                                |
|  | Halomonas sp. G27              |
|  |                                |

|  | Halomonas sp. DH77 |
|  |                    |
|  | Halomonas sp. mp3  |
|  |                    |

|  | Halomonas alkaliphila          |
|  |                                |
|  | Halomonas venusta chủng NBSL13 |
|  |                                |
|  | GFAJ-1                         |
|  |                                |
|  | Halomonas sp. GTW              |
|  |                                |
|  | Halomonas sp. G27              |
|  |                                |

|  | Halomonas sp. DH77 |
|  |                    |
|  | Halomonas sp. mp3  |
|  |                    |

|  | Halomonas sp. IB-O18 |
|  |                      |
|  | Halomonas sp. ML-185 |
|  |                      |

|  | Halomonas alkaliphila          |
|  |                                |
|  | Halomonas venusta chủng NBSL13 |
|  |                                |
|  | GFAJ-1                         |
|  |                                |
|  | Halomonas sp. GTW              |
|  |                                |
|  | Halomonas sp. G27              |
|  |                                |

|  | Halomonas sp. DH77 |
|  |                    |
|  | Halomonas sp. mp3  |
|  |                    |

|  | Halomonas alkaliphila          |
|  |                                |
|  | Halomonas venusta chủng NBSL13 |
|  |                                |
|  | GFAJ-1                         |
|  |                                |
|  | Halomonas sp. GTW              |
|  |                                |
|  | Halomonas sp. G27              |
|  |                                |

|  | Halomonas sp. DH77 |
|  |                    |
|  | Halomonas sp. mp3  |
|  |                    |

|  | Halomonas sp. IB-O18 |
|  |                      |
|  | Halomonas sp. ML-185 |
|  |                      |

|  | Halomonas alkaliphila          |
|  |                                |
|  | Halomonas venusta chủng NBSL13 |
|  |                                |
|  | GFAJ-1                         |
|  |                                |
|  | Halomonas sp. GTW              |
|  |                                |
|  | Halomonas sp. G27              |
|  |                                |

|  | Halomonas sp. DH77 |
|  |                    |
|  | Halomonas sp. mp3  |
|  |                    |

|  | Halomonas alkaliphila          |
|  |                                |
|  | Halomonas venusta chủng NBSL13 |
|  |                                |
|  | GFAJ-1                         |
|  |                                |
|  | Halomonas sp. GTW              |
|  |                                |
|  | Halomonas sp. G27              |
|  |                                |

|  | Halomonas sp. DH77 |
|  |                    |
|  | Halomonas sp. mp3  |
|  |                    |

|  | Halomonas sp. IB-O18 |
|  |                      |
|  | Halomonas sp. ML-185 |
|  |                      |

|  | Halomonas alkaliphila          |
|  |                                |
|  | Halomonas venusta chủng NBSL13 |
|  |                                |
|  | GFAJ-1                         |
|  |                                |
|  | Halomonas sp. GTW              |
|  |                                |
|  | Halomonas sp. G27              |
|  |                                |

|  | Halomonas sp. DH77 |
|  |                    |
|  | Halomonas sp. mp3  |
|  |                    |

|  | Halomonas alkaliphila          |
|  |                                |
|  | Halomonas venusta chủng NBSL13 |
|  |                                |
|  | GFAJ-1                         |
|  |                                |
|  | Halomonas sp. GTW              |
|  |                                |
|  | Halomonas sp. G27              |
|  |                                |

|  | Halomonas sp. DH77 |
|  |                    |
|  | Halomonas sp. mp3  |
|  |                    |

|  | Halomonas sp. IB-O18 |
|  |                      |
|  | Halomonas sp. ML-185 |
|  |                      |

|  | Halomonas alkaliphila          |
|  |                                |
|  | Halomonas venusta chủng NBSL13 |
|  |                                |
|  | GFAJ-1                         |
|  |                                |
|  | Halomonas sp. GTW              |
|  |                                |
|  | Halomonas sp. G27              |
|  |                                |

|  | Halomonas sp. DH77 |
|  |                    |
|  | Halomonas sp. mp3  |
|  |                    |

|  | Halomonas alkaliphila          |
|  |                                |
|  | Halomonas venusta chủng NBSL13 |
|  |                                |
|  | GFAJ-1                         |
|  |                                |
|  | Halomonas sp. GTW              |
|  |                                |
|  | Halomonas sp. G27              |
|  |                                |

|  | Halomonas sp. DH77 |
|  |                    |
|  | Halomonas sp. mp3  |
|  |                    |

|  | Halomonas sp. IB-O18 |
|  |                      |
|  | Halomonas sp. ML-185 |
|  |                      |

|  | Halomonas alkaliphila          |
|  |                                |
|  | Halomonas venusta chủng NBSL13 |
|  |                                |
|  | GFAJ-1                         |
|  |                                |
|  | Halomonas sp. GTW              |
|  |                                |
|  | Halomonas sp. G27              |
|  |                                |

|  | Halomonas sp. DH77 |
|  |                    |
|  | Halomonas sp. mp3  |
|  |                    |

|  | Halomonas alkaliphila          |
|  |                                |
|  | Halomonas venusta chủng NBSL13 |
|  |                                |
|  | GFAJ-1                         |
|  |                                |
|  | Halomonas sp. GTW              |
|  |                                |
|  | Halomonas sp. G27              |
|  |                                |

|  | Halomonas sp. DH77 |
|  |                    |
|  | Halomonas sp. mp3  |
|  |                    |

|  | Halomonas sp. IB-O18 |
|  |                      |
|  | Halomonas sp. ML-185 |
|  |                      |

|  | Halomonas alkaliphila          |
|  |                                |
|  | Halomonas venusta chủng NBSL13 |
|  |                                |
|  | GFAJ-1                         |
|  |                                |
|  | Halomonas sp. GTW              |
|  |                                |
|  | Halomonas sp. G27              |
|  |                                |

|  | Halomonas sp. DH77 |
|  |                    |
|  | Halomonas sp. mp3  |
|  |                    |

|  | Halomonas alkaliphila          |
|  |                                |
|  | Halomonas venusta chủng NBSL13 |
|  |                                |
|  | GFAJ-1                         |
|  |                                |
|  | Halomonas sp. GTW              |
|  |                                |
|  | Halomonas sp. G27              |
|  |                                |

|  | Halomonas sp. DH77 |
|  |                    |
|  | Halomonas sp. mp3  |
|  |                    |

|  | Halomonas sp. IB-O18 |
|  |                      |
|  | Halomonas sp. ML-185 |
|  |                      |

|  | Halomonas alkaliphila          |
|  |                                |
|  | Halomonas venusta chủng NBSL13 |
|  |                                |
|  | GFAJ-1                         |
|  |                                |
|  | Halomonas sp. GTW              |
|  |                                |
|  | Halomonas sp. G27              |
|  |                                |

|  | Halomonas sp. DH77 |
|  |                    |
|  | Halomonas sp. mp3  |
|  |                    |

|  | Halomonas alkaliphila          |
|  |                                |
|  | Halomonas venusta chủng NBSL13 |
|  |                                |
|  | GFAJ-1                         |
|  |                                |
|  | Halomonas sp. GTW              |
|  |                                |
|  | Halomonas sp. G27              |
|  |                                |

|  | Halomonas sp. DH77 |
|  |                    |
|  | Halomonas sp. mp3  |
|  |                    |

|  | Halomonas sp. IB-O18 |
|  |                      |
|  | Halomonas sp. ML-185 |
|  |                      |

|  | Halomonas alkaliphila          |
|  |                                |
|  | Halomonas venusta chủng NBSL13 |
|  |                                |
|  | GFAJ-1                         |
|  |                                |
|  | Halomonas sp. GTW              |
|  |                                |
|  | Halomonas sp. G27              |
|  |                                |

|  | Halomonas sp. DH77 |
|  |                    |
|  | Halomonas sp. mp3  |
|  |                    |

|  | Halomonas alkaliphila          |
|  |                                |
|  | Halomonas venusta chủng NBSL13 |
|  |                                |
|  | GFAJ-1                         |
|  |                                |
|  | Halomonas sp. GTW              |
|  |                                |
|  | Halomonas sp. G27              |
|  |                                |

|  | Halomonas sp. DH77 |
|  |                    |
|  | Halomonas sp. mp3  |
|  |                    |

|  | Halomonas sp. IB-O18 |
|  |                      |
|  | Halomonas sp. ML-185 |
|  |                      |

|  | Halomonas alkaliphila          |
|  |                                |
|  | Halomonas venusta chủng NBSL13 |
|  |                                |
|  | GFAJ-1                         |
|  |                                |
|  | Halomonas sp. GTW              |
|  |                                |
|  | Halomonas sp. G27              |
|  |                                |

|  | Halomonas sp. DH77 |
|  |                    |
|  | Halomonas sp. mp3  |
|  |                    |

|  | Halomonas alkaliphila          |
|  |                                |
|  | Halomonas venusta chủng NBSL13 |
|  |                                |
|  | GFAJ-1                         |
|  |                                |
|  | Halomonas sp. GTW              |
|  |                                |
|  | Halomonas sp. G27              |
|  |                                |

|  | Halomonas sp. DH77 |
|  |                    |
|  | Halomonas sp. mp3  |
|  |                    |

|  | Halomonas sp. IB-O18 |
|  |                      |
|  | Halomonas sp. ML-185 |
|  |                      |

|  | Halomonas alkaliphila          |
|  |                                |
|  | Halomonas venusta chủng NBSL13 |
|  |                                |
|  | GFAJ-1                         |
|  |                                |
|  | Halomonas sp. GTW              |
|  |                                |
|  | Halomonas sp. G27              |
|  |                                |

|  | Halomonas sp. DH77 |
|  |                    |
|  | Halomonas sp. mp3  |
|  |                    |

|  | Halomonas alkaliphila          |
|  |                                |
|  | Halomonas venusta chủng NBSL13 |
|  |                                |
|  | GFAJ-1                         |
|  |                                |
|  | Halomonas sp. GTW              |
|  |                                |
|  | Halomonas sp. G27              |
|  |                                |

|  | Halomonas sp. DH77 |
|  |                    |
|  | Halomonas sp. mp3  |
|  |                    |

|  | Halomonas sp. IB-O18 |
|  |                      |
|  | Halomonas sp. ML-185 |
|  |                      |

|  | Halomonas alkaliphila          |
|  |                                |
|  | Halomonas venusta chủng NBSL13 |
|  |                                |
|  | GFAJ-1                         |
|  |                                |
|  | Halomonas sp. GTW              |
|  |                                |
|  | Halomonas sp. G27              |
|  |                                |

|  | Halomonas sp. DH77 |
|  |                    |
|  | Halomonas sp. mp3  |
|  |                    |

|  | Halomonas alkaliphila          |
|  |                                |
|  | Halomonas venusta chủng NBSL13 |
|  |                                |
|  | GFAJ-1                         |
|  |                                |
|  | Halomonas sp. GTW              |
|  |                                |
|  | Halomonas sp. G27              |
|  |                                |

|  | Halomonas sp. DH77 |
|  |                    |
|  | Halomonas sp. mp3  |
|  |                    |

|  | Halomonas sp. IB-O18 |
|  |                      |
|  | Halomonas sp. ML-185 |
|  |                      |

|  | Halomonas alkaliphila          |
|  |                                |
|  | Halomonas venusta chủng NBSL13 |
|  |                                |
|  | GFAJ-1                         |
|  |                                |
|  | Halomonas sp. GTW              |
|  |                                |
|  | Halomonas sp. G27              |
|  |                                |

|  | Halomonas sp. DH77 |
|  |                    |
|  | Halomonas sp. mp3  |
|  |                    |

|  | Halomonas alkaliphila          |
|  |                                |
|  | Halomonas venusta chủng NBSL13 |
|  |                                |
|  | GFAJ-1                         |
|  |                                |
|  | Halomonas sp. GTW              |
|  |                                |
|  | Halomonas sp. G27              |
|  |                                |

|  | Halomonas sp. DH77 |
|  |                    |
|  | Halomonas sp. mp3  |
|  |                    |

|  | Halomonas sp. IB-O18 |
|  |                      |
|  | Halomonas sp. ML-185 |
|  |                      |

|  | Halomonas alkaliphila          |
|  |                                |
|  | Halomonas venusta chủng NBSL13 |
|  |                                |
|  | GFAJ-1                         |
|  |                                |
|  | Halomonas sp. GTW              |
|  |                                |
|  | Halomonas sp. G27              |
|  |                                |

|  | Halomonas sp. DH77 |
|  |                    |
|  | Halomonas sp. mp3  |
|  |                    |

|  | Halomonas alkaliphila          |
|  |                                |
|  | Halomonas venusta chủng NBSL13 |
|  |                                |
|  | GFAJ-1                         |
|  |                                |
|  | Halomonas sp. GTW              |
|  |                                |
|  | Halomonas sp. G27              |
|  |                                |

|  | Halomonas sp. DH77 |
|  |                    |
|  | Halomonas sp. mp3  |
|  |                    |

|  | Halomonas sp. IB-O18 |
|  |                      |
|  | Halomonas sp. ML-185 |
|  |                      |

|  | Halomonas alkaliphila          |
|  |                                |
|  | Halomonas venusta chủng NBSL13 |
|  |                                |
|  | GFAJ-1                         |
|  |                                |
|  | Halomonas sp. GTW              |
|  |                                |
|  | Halomonas sp. G27              |
|  |                                |

|  | Halomonas sp. DH77 |
|  |                    |
|  | Halomonas sp. mp3  |
|  |                    |

|  | Halomonas alkaliphila          |
|  |                                |
|  | Halomonas venusta chủng NBSL13 |
|  |                                |
|  | GFAJ-1                         |
|  |                                |
|  | Halomonas sp. GTW              |
|  |                                |
|  | Halomonas sp. G27              |
|  |                                |

|  | Halomonas sp. DH77 |
|  |                    |
|  | Halomonas sp. mp3  |
|  |                    |

|  | Halomonas sp. IB-O18 |
|  |                      |
|  | Halomonas sp. ML-185 |
|  |                      |

|  | Halomonas alkaliphila          |
|  |                                |
|  | Halomonas venusta chủng NBSL13 |
|  |                                |
|  | GFAJ-1                         |
|  |                                |
|  | Halomonas sp. GTW              |
|  |                                |
|  | Halomonas sp. G27              |
|  |                                |

|  | Halomonas sp. DH77 |
|  |                    |
|  | Halomonas sp. mp3  |
|  |                    |

|  | Halomonas alkaliphila          |
|  |                                |
|  | Halomonas venusta chủng NBSL13 |
|  |                                |
|  | GFAJ-1                         |
|  |                                |
|  | Halomonas sp. GTW              |
|  |                                |
|  | Halomonas sp. G27              |
|  |                                |

|  | Halomonas sp. DH77 |
|  |                    |
|  | Halomonas sp. mp3  |
|  |                    |

|  | Halomonas sp. IB-O18 |
|  |                      |
|  | Halomonas sp. ML-185 |
|  |                      |

Phân tích phân tử dựa theo trình tự 16S rRNA chỉ ra rằng GFAJ-1 có quan hệ họ hàng gần với các vi khuẩn chịu mặn vừa phải khác trong họ Halomonadaceae. Mặc dù các tác giả đưa ra một biểu đồ phát sinh chủng loài trong đó chủng này lồng sâu trong các thành viên khác của chi Halomonas, bao gồm H. alkaliphila và H. venusta, nhưng các tác giả đã không gán dứt khoát chủng vào chi này. Nhiều vi khuẩn có khả năng chịu được các nồng độ asen cao và có khuynh hướng hấp thụ nó vào trong các tế bào của chúng. Tuy nhiên, GFAJ-1 đã được các tác giả đề xuất xa hơn thế khi cho rằng khi thiếu phosphor thì nó có thể kết hợp asen vào trong các chất trao đổi chất và các phân tử lớn của nó và tiếp tục phát triển.
Trình tự bộ gen của vi khuẩn GFAJ-1 hiện nay đã được đưa vào GenBank.

### Loài hay chủng

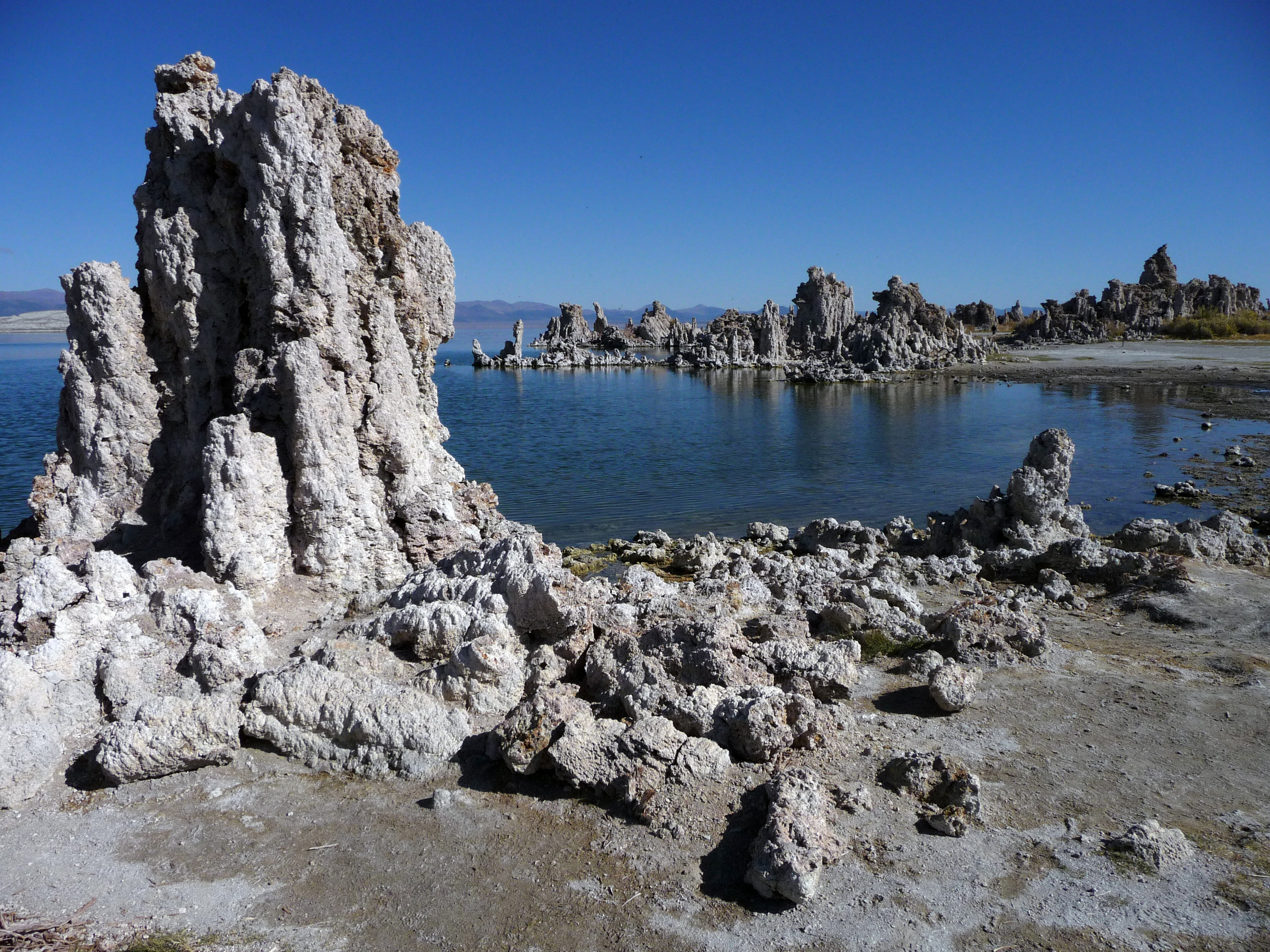
Các thành hệ đá túp dọc theo bờ hồ Mono.

Trong bài báo trong tạp chí Science, GFAJ-1 được nhắc tới như là một chủng trong họ Halomonadaceae chứ không phải như một loài mới. Quy tắc Quốc tế về Danh pháp Vi khuẩn (International Code of Nomenclature of Bacteria), tập hợp các quy tắc điều chỉnh phân loại vi khuẩn, và một số bài báo nhất định trên Tạp chí Quốc tế về Hệ thống học và Vi sinh vật học Tiến hóa (International Journal of Systematic and Evolutionary Microbiology) chứa hướng dẫn và các tiêu chuẩn tối thiểu để mô tả một loài mới, như các tiêu chuẩn tối thiểu để mô tả một thành viên của họ Halomonadaceae. Các sinh vật được mô tả như một loài mới nếu chúng đạt được một số điều kiện nhất định về sinh lý học và di truyền học, như nói chung phải ít hơn 97% trình tự 16S rRNA là đồng nhất với các loài khác đã biết và các khác biệt trao đổi chất cho phép chúng được phân biệt. Bổ sung thêm cho các chỉ số để nói về loài mới so với các loài khác, các phân tích khác cũng là cần thiết, chẳng hạn thành phần axit béo, quinon hô hấp được sử dụng, khoảng chịu đựng và sự cất giữ của chủng trong ít nhất là 2 kho chứa vi sinh vật. Các tên đề xuất mới được viết nghiêng tiếp theo sau là sp. nov. (và gen. nov. nếu là chi mới theo như các mô tả của nhánh đó). Trong trường hợp của chủng GFAJ-1 thì các tiêu chí này không đạt, và vì thế chủng không được coi là loài mới. Khi một chủng không được gán vào một loài (như do thiếu dữ liệu hoặc lựa chọn) nó thường được dán nhãn như là tên chi theo sau là "sp." (nghĩa là loài chưa xác định của chi đó) và tên chủng. Trong trường hợp của GFAJ-1 các tác giả lựa chọn để nói tới chủng này chỉ như là định danh chủng mà thôi. Các chủng gần với GFAJ-1 bao gồm Halomonas sp. GTW và Halomonas sp. G27, và tất cả chúng đều không được mô tả như là loài hợp lệ.
Nếu các tác giả đã chính thức gán chủng GFAJ-1 vào chi Halomonas, thì tên gọi cho nó sẽ là Halomonas sp. GFAJ-1.